# Chapada dos Guimarães
Pour les articles homonymes, voir Chapada et Guimarães (homonymie).
Chapada dos Guimarães est une municipalité (município) brésilienne de l'État du Mato Grosso.
Sa population était estimée à 18 190 habitants en 2009 et elle s'étend sur 6 206,573 km2.
Elle appartient à la Microrégion de Cuiabá dans la Mésorégion du Centre-Sud du Mato Grosso.

## Sites et monuments
Sur le territoire de la municipalité, se trouvent d'importantes grottes creusées dans le grès, notamment :
- Gruta Aroe-Jari (grotte de la Résidence des Esprits)